# ソーホー (ロンドン)
ソーホー（英: Soho）は、イギリス・ロンドンのシティ・オブ・ウェストミンスターにある一地区であり、ウエスト・エンドの一角をなす。20世紀中のソーホーは性風俗店や映画産業施設が並ぶ歓楽街として栄えた長い歴史をもつ。1960年代の「スウィンギング・シックスティーズ」 (Swinging Sixties) または「スウィンギング・ロンドン」 (Swinging London) 時代、カーナビー・ストリート (Carnaby Street) 界隈がファッション及びサイケデリックな色彩を帯びたストリート・カルチャーの発信地として国内外から注目を浴びた。1980年代初頭以降、当地区は高級レストランやメディア関連企業が立ち並ぶ洗練された街へ大きく変貌し、性産業の店舗はそのほとんどがソーホーから姿を消した。今日ではお洒落な店舗が密集し、ゲイバーやレズビアンバーが連なる賑やかなゲイエリアとしても有名である。

## 歴史

### 17世紀 -
1536年までは現在のソーホー地区一帯は放牧農場だったが、ヘンリー8世によってホワイトホール宮殿が王立公園として当地界隈に整備された。"Soho"の名が最初に現れたのは17世紀のことである。Adrian RoomやJohn Richardsonなどは"Soho"という名の由来を昔の狩りの叫び声とした。最初にこの名がロンドンのこの地域を指して用いられてから半世紀経った頃、1685年にジェームズ2世に反乱を起こしたモンマス公爵ジェイムズ・スコットはセッジムーアの戦いで部下を招集する際の掛け声として"soho"を使った。
1660年代、イングランド王チャールズ2世はソーホーの広場をセント・オールバンズ伯爵ヘンリー・ジャーミンへ下賜した。彼はその22エーカー (89,000 m2)のうちの19エーカーをJoseph Girleへ貸し与え、Girleは建設の許可を得た後、1677年に即座に借地権と許諾をレンガ職人のリチャード・フリスへ譲渡した。フリスは開発を始めた。
1698年、ウィリアム3世はこの地域の大部分を占める王室の自由保有不動産をポートランド伯爵ウィリアム・ベンティンクへ下賜した。同時に、16世紀から17世紀に王立地の一区画だった地区の南部はセント・アン行政教区へ編入されたり、レスター伯ロバート・シドニーへ分割譲渡されたりした。
レスター伯やポートランド伯のような土地の所有者がブルームズベリー、メリルボーン、メイフェア等の近隣地区を巻き込んで大々的な地区の開発を実施し、最善の経営に努めたにもかかわらず、ソーホーは決して富裕層向けのファッション街となることはなかった。
1688年にフランスからユグノーの移民が殺到した後は、当地はロンドンのフランス人地区として知られるようになった。ソーホー・スクエアにあるフランス人教会は17世紀にユグノーによって創立された。18世紀中頃までには、ソーホー・スクエアあるいはジェラード・ストリートに住んでいた貴族階級の人々は転出していった。ソーホーの特徴は、裕福で流行の先端をいくロンドンからは無視され続けたことと、近隣地域の再開発不足などから形成された。その時代の1749年 - 1752年の間、ヴェネチアの風景画家カナレットがカーナビー街界隈ビーク・ストリート (41 Beak Street) に居住滞在し、ロンドンその他イギリスの風景を描いていた。

### 20世紀 -

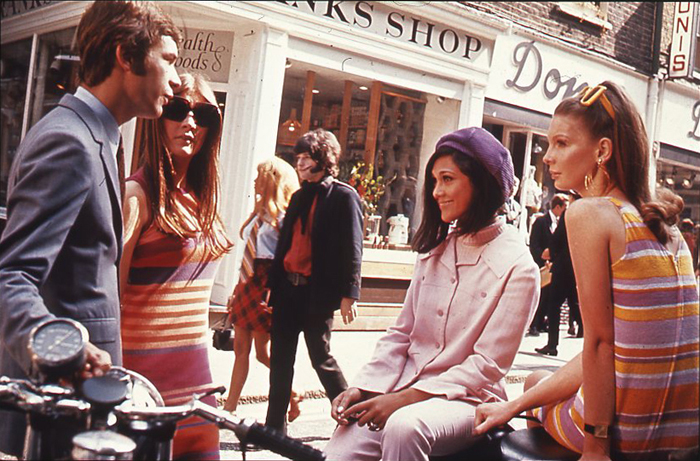
カーナビー・ストリート、1966年

19世紀半ばまでに、上流階級の家庭はみな転出していき、代わりに売春婦と音楽ホールと小規模の劇場が転入してきた。20世紀初頭には外国籍の人々が安価な飲食店を出すようになり、その近隣は知識人や作家、芸術家向きの流行の場所となった。1930年代から1960年代初期にかけては、ソーホーのパブは毎晩、酔っ払いの作家や詩人、芸術家であふれており、決して節制することはなく、パブの主人らが彼らを定着させたのもちょうどこの頃だとの伝承がある。
"漂流の60年代" を意味する「スウィンギング・シックスティーズ」 (Swinging Sixties) または「スウィンギング・ロンドン」 (Swinging London) は、1960年代のロンドンにおける、モッズから始まり、ミニスカート、厚底ブーツ、そしてヒッピーなどのストリートファッションからサイケデリックな色彩を帯びたストリート・カルチャーまで含めたサブカルチャー全般を指す。1960年代のカウンターカルチャーを時代背景に、世界を席巻したビートルズやマリー・クヮントなどイギリスの若者による流行や文化の革新的な潮流をいうが、ソーホーのカーナビー・ストリート (Carnaby Street) 界隈がそうした流行や潮流のスポットとなり、ほかにチェルシーのキングズ・ロードなども注目された。カーナビー・ストリートは、リージェント・ストリートの東側を南北に並行してソーホー地区西端側を走る歩行者道路である。往時のストリート沿いには、マリー・クヮント (Mary Quant)、フォール・アンド・タフィン (Foale and Tuffin)、ロード・ジョン (Lord John)、ブティック (Lady Jane あるいは I Was Lord Kitchener's Valet)、メルク (Merc あるいは Merc London)、テイク・シックス (Take Six)、アーヴァイン・セラース (Irvine Sellars あるいは Mates) などがここで開店した。またザ・フー、スモール・フェイセス、ローリングストーンズらがこの界隈から出現した。
作家のディラン・トマスやジャズ・ミュージシャンのジョージ・メリー等に代表される、壁画に描かれたソーホーの特徴は、ブロードウィック・ストリートのカーナビー・ストリートとの交差点界隈に表れている。
架空の世界では、ロバート・ルイス・スティーヴンソンがジキル博士とハイド氏の奇妙な物語の作中で、ヘンリー・ジキル博士にソーホーの一角へエドワード・ハイドの家を建てさせている。
ソーホーの地名は、香港のソーホー地区、ニューヨークのソーホー地区、南米ブエノスアイレスのパレルモ・ソーホー地区など、世界各地で娯楽・飲食店街を表す語として使われている。

## ギャラリー

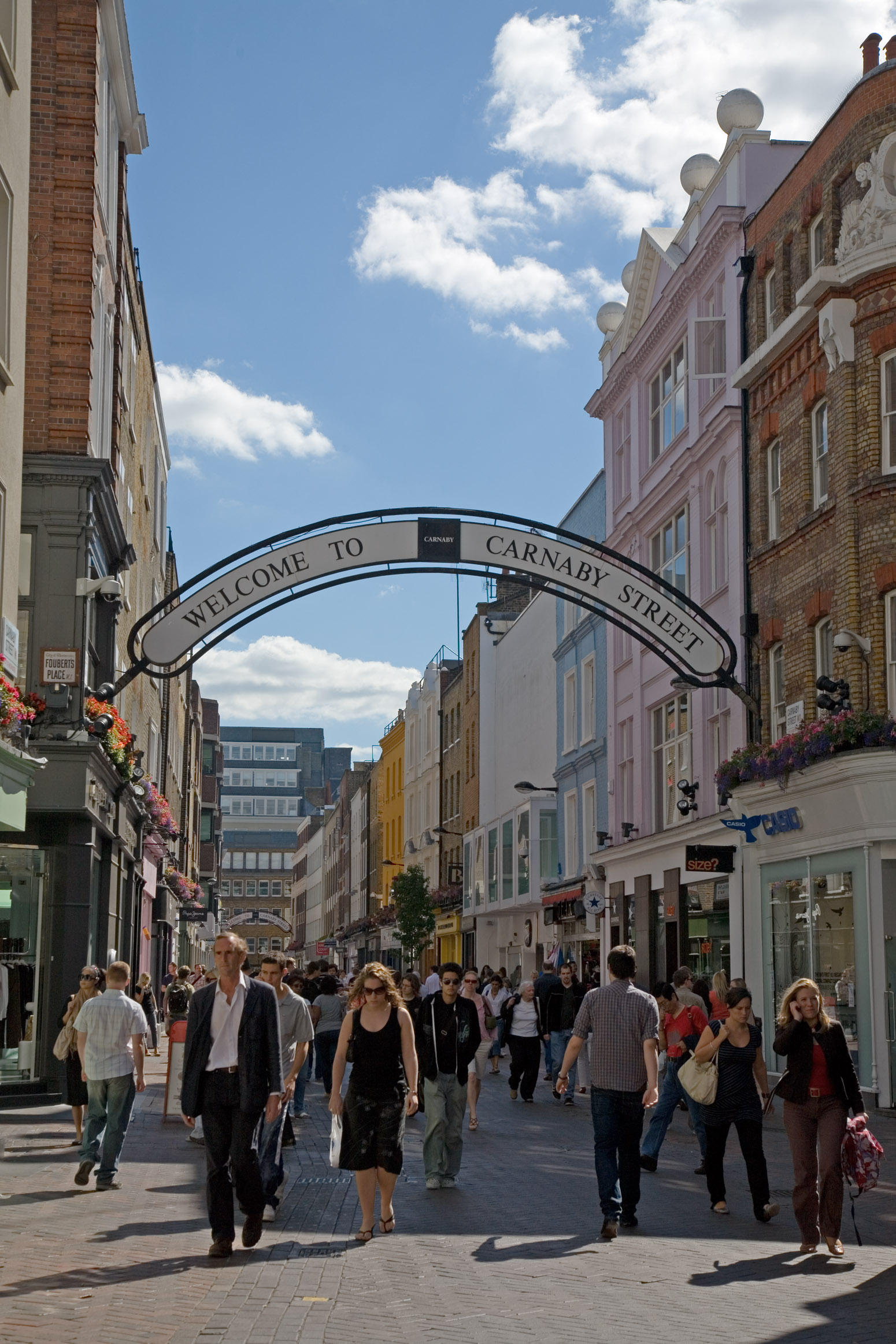
Carnaby Street
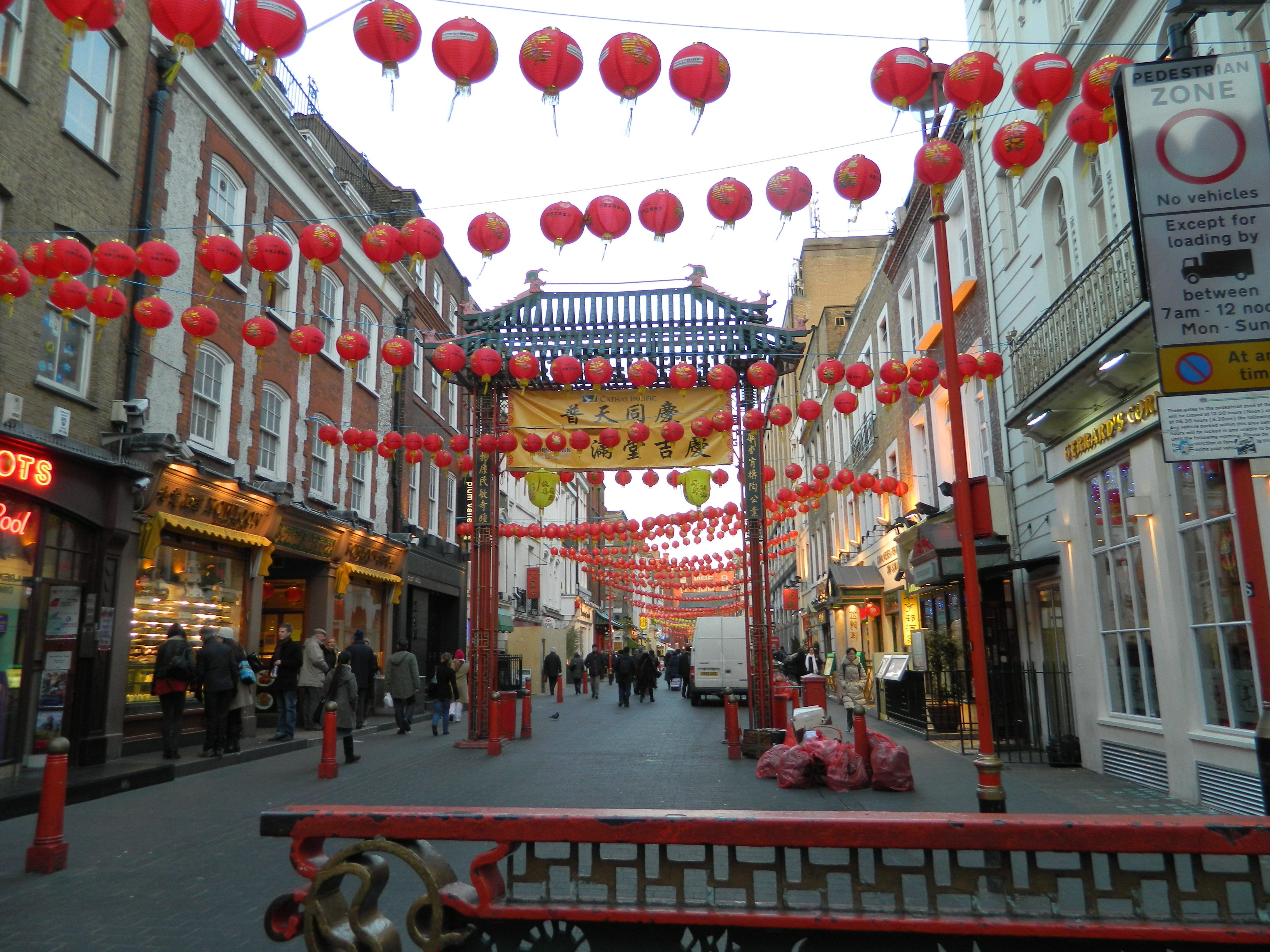
Chinatown
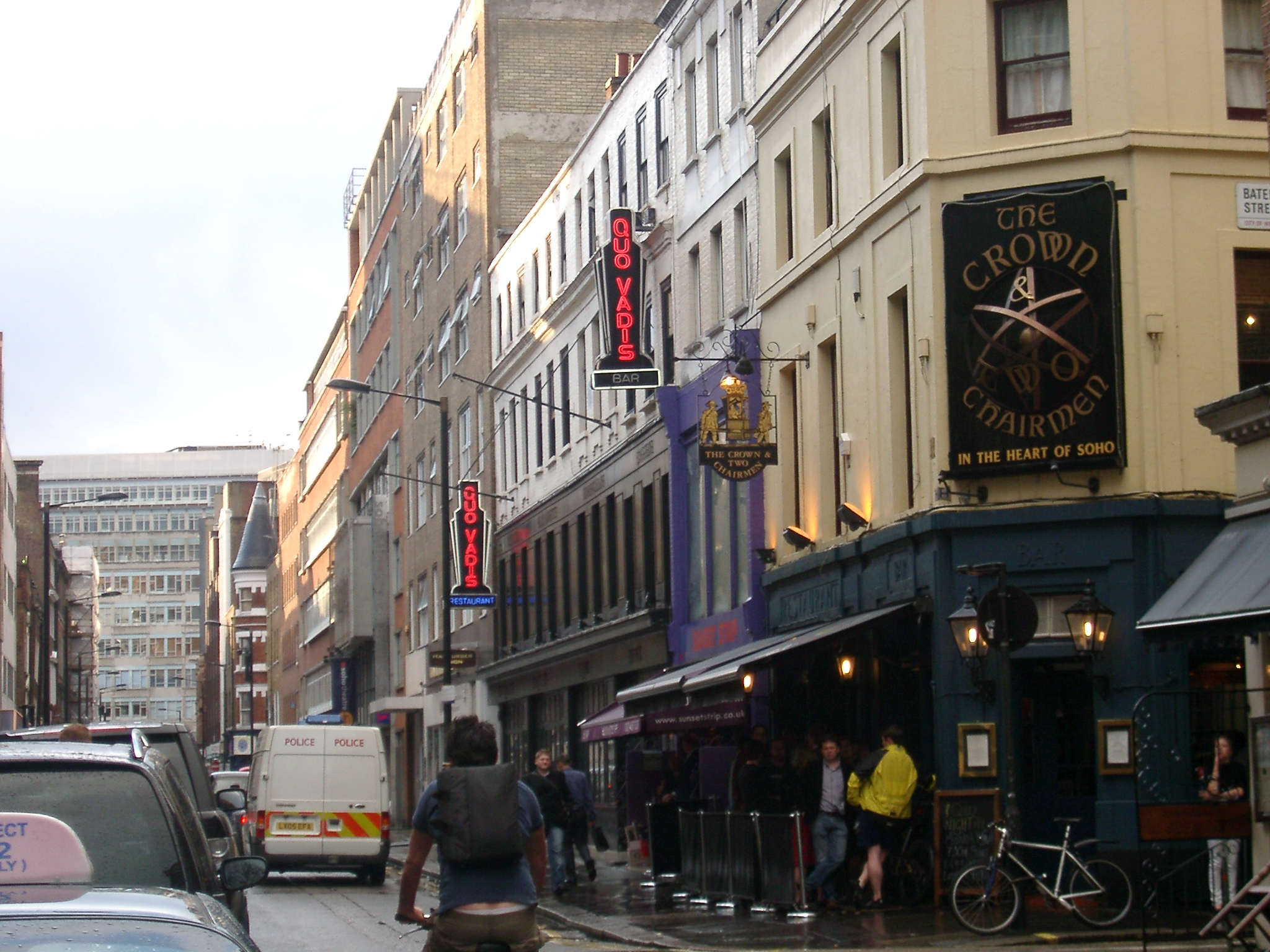
Dean Street
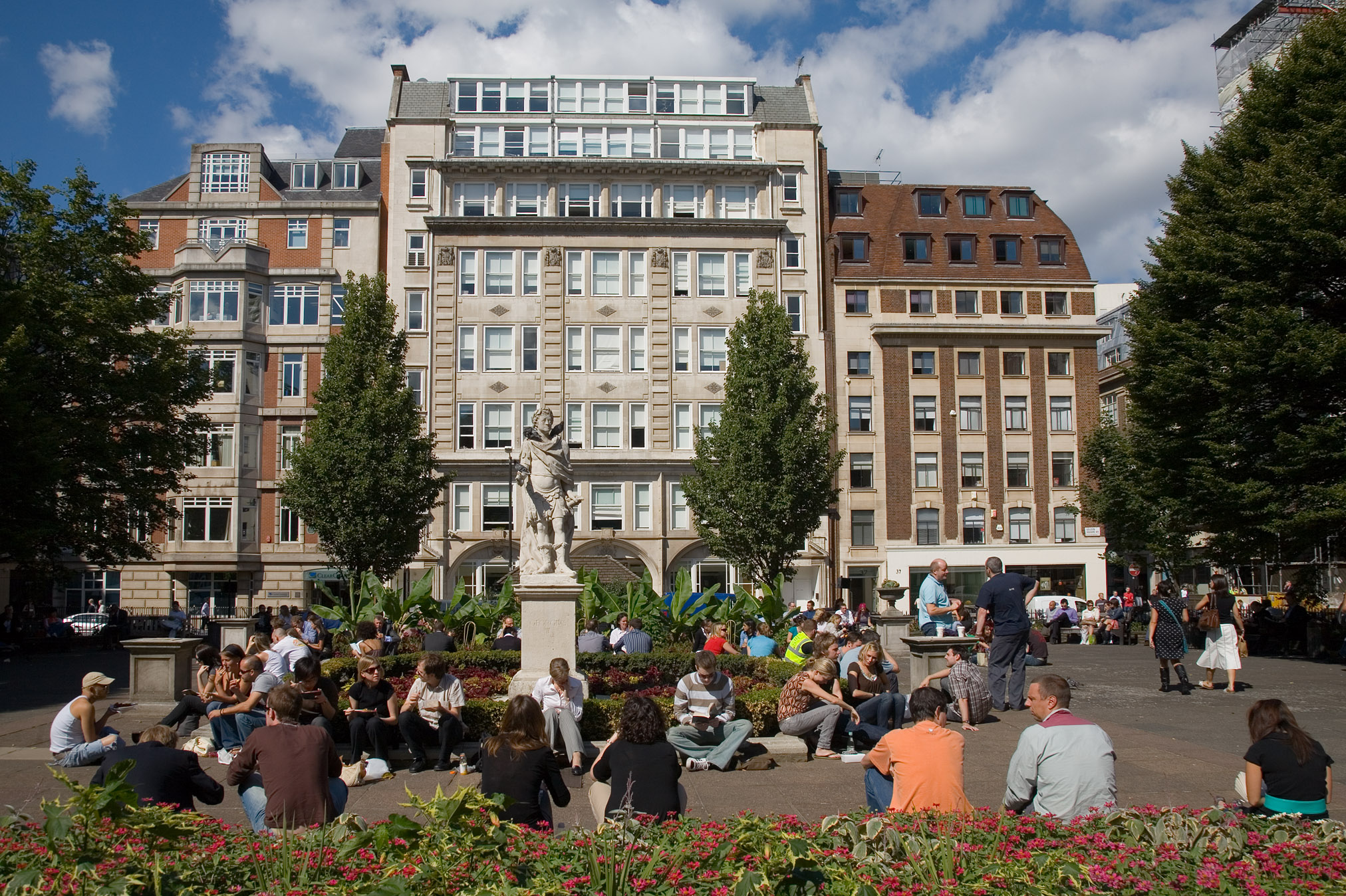
Golden Square
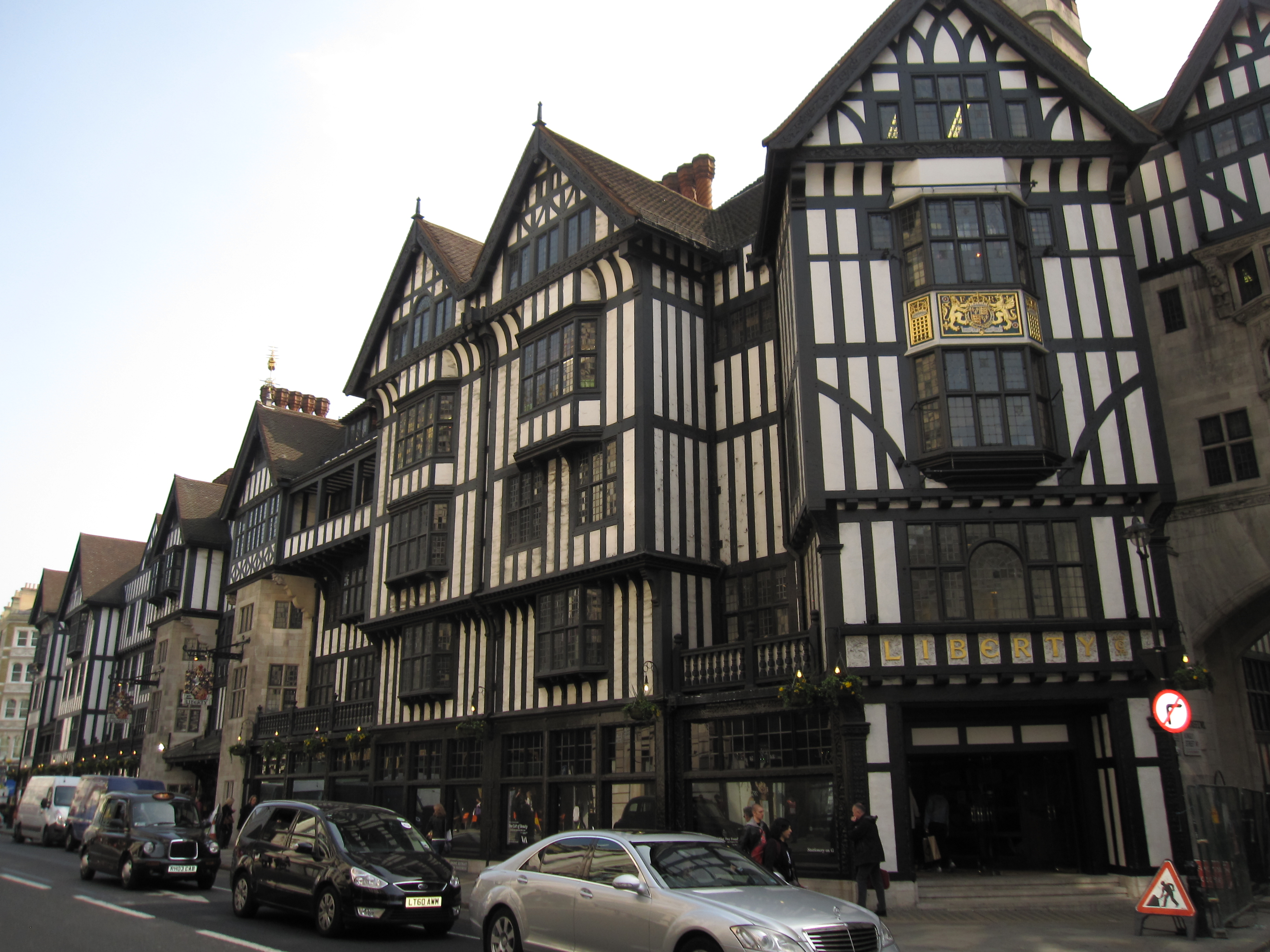
リバティ百貨店
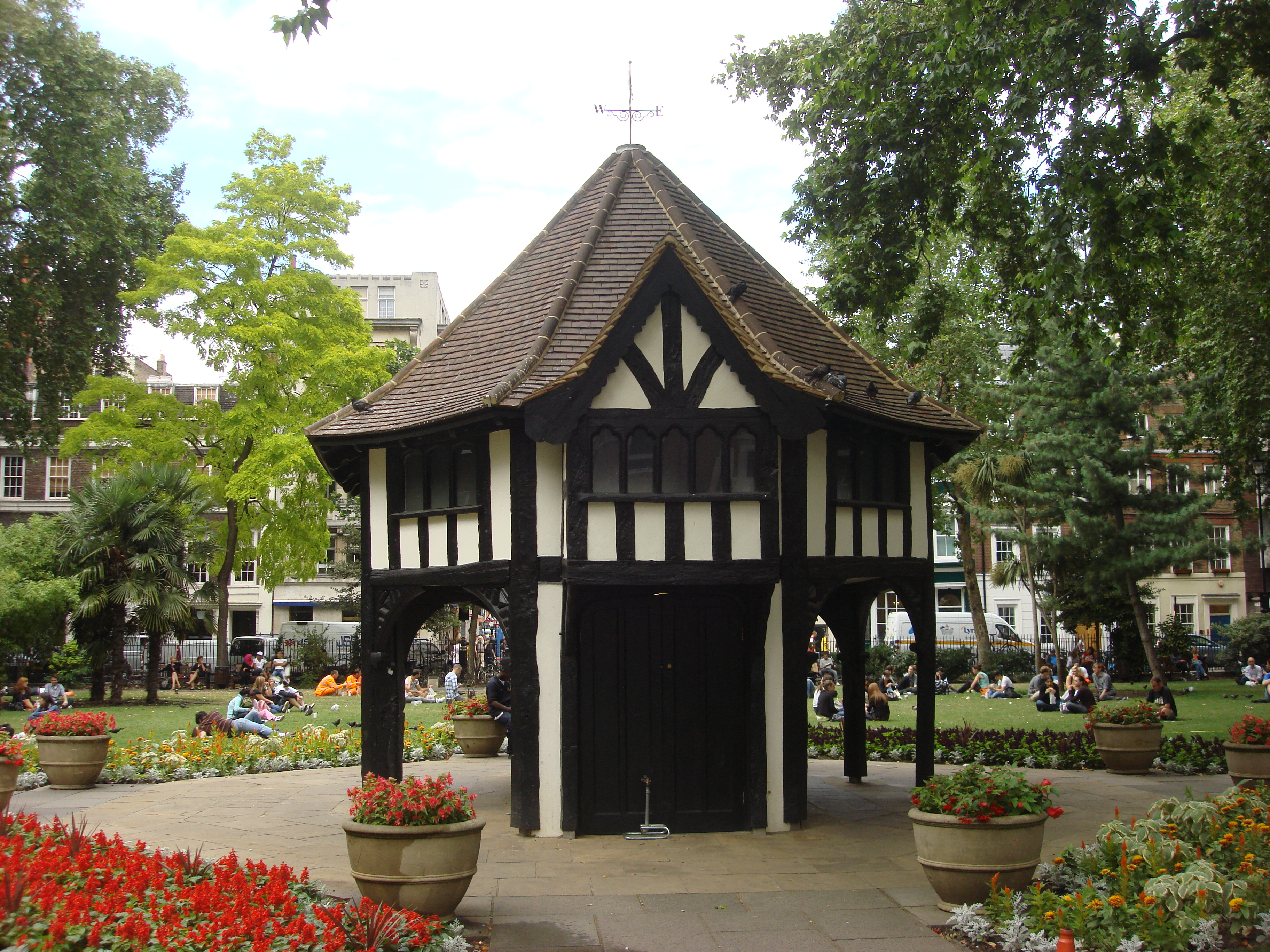
Soho Square

### 関連作品
- ジキル博士とハイド氏
- 二都物語
- ニコラス・ニクルビー
- ラストナイト・イン・ソーホー